# Myotis ridleyi
Myotis ridleyi — вид рукокрилих роду Нічниця (Myotis).

## Поширення, поведінка
Проживання: Індонезія, Малайзія, Таїланд. Ймовірно, залежний від підліску й лісу. Він був записаний в печерах. Часто харчується над малими потоками в лісі, і тому, можливо, залежний від води.